# Johann Friedrich Heunisch

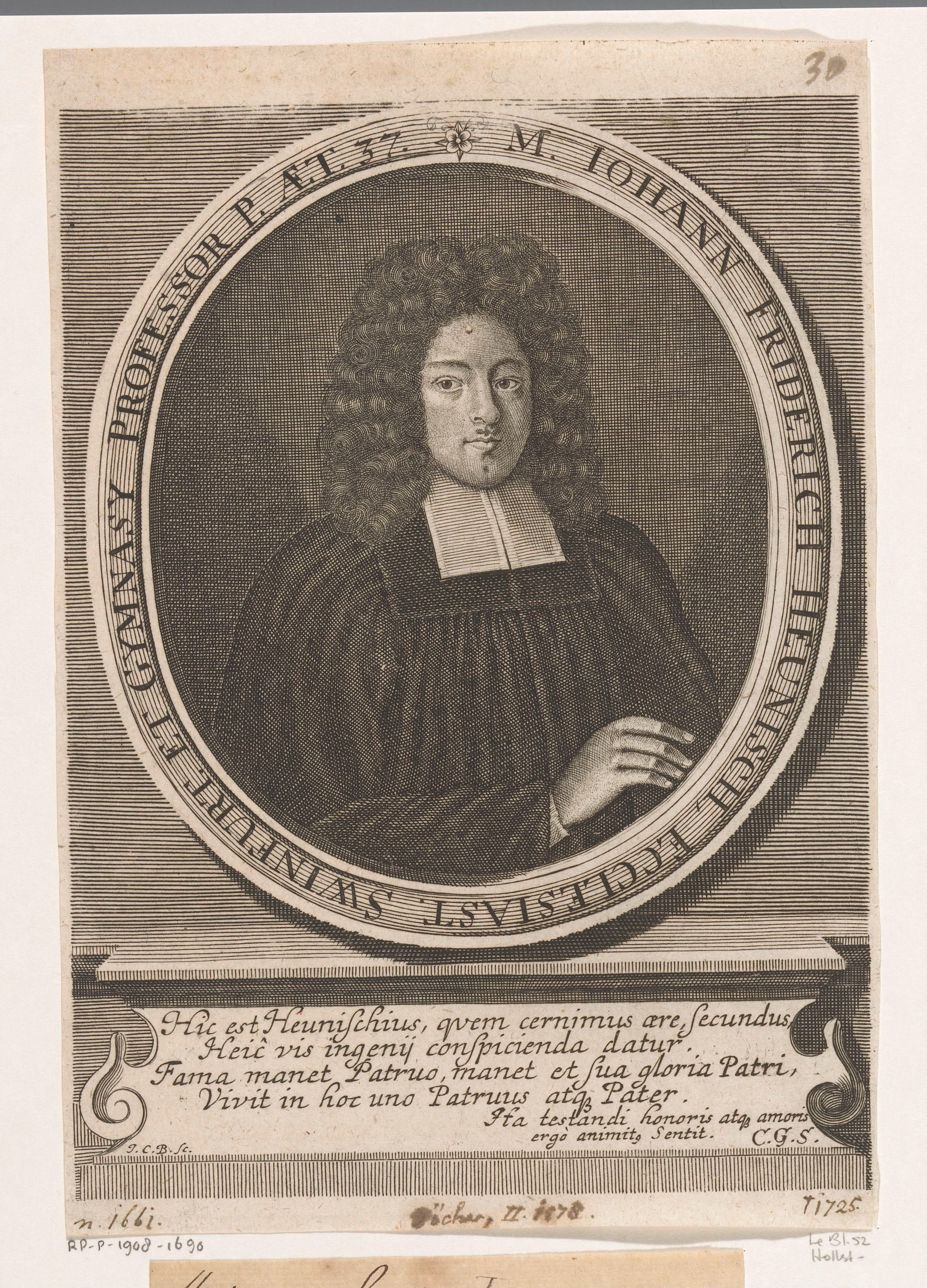
Johann Friedrich Heunisch

Johann Friedrich Heunisch (* 27. Juli 1661 in Zeilitzheim; † 1725 in Schweinfurt) war ein deutscher lutherischer Theologe.
Heunisch, ein Sohn des Pfarrers Georg David Heunisch, studierte ab 1678 Evangelische Theologie an den Universitäten Leipzig und Jena. Seit 1685 Professor am Schweinfurter Gymnasium, stieg er 1688 zum Konrektor auf. 1691 wurde er Subdiaconus an der St. Johanniskirche in Schweinfurt und wurde 1699 zum Diaconus und 1709 zum Archidiaconus befördert. 1715 wurde er Oberpfarrer (Superintendent) und Schulinspektor in Schweinfurt.
Heunisch veröffentlichte neben Leichenpredigten auch einige Hochschulschriften und gab einige Werke seines Onkels Caspar Heunisch nach dessen Tod neu heraus.